# Estação Mairinque
A  Estação ferroviária de Mairinque, originalmente "Estação Mayrink", foi construída e inaugurada pela Estrada de Ferro Sorocabana em 4 de julho de 1897, como ponto de entroncamento com a linha da Companhia Ytuana de Estradas de Ferro e posteriormente ponto de partida da Mairinque-Santos, em 1937. A edificação atual inaugurada em 1906 é a primeira arquitetura de concreto armado do Brasil, idealizada pelo arquiteto francês Victor Dubugras.

## História
A região onde atualmente se localiza a Estação Mairinque, foi inicialmente chamada de Entroncamento, pois nos estudos dos engenheiros da Estrada de Ferro Sorocabana, projetava se ali a construção de uma estação e um grande entroncamento ferroviário da linha que viria de Itu com a Linha tronco da Sorocabana, além de onde partiria a futura linha Mairinque-Santos. Na época, a área pertencia ao município de São Roque.
A companhia iniciou as obras de construção das linhas, reservou áreas para as futuras oficinas e loteou parte dos terrenos nas imediações da estação para a criação de uma vila. Em 27 de outubro de 1890 a vila foi fundada as margens da Estrada de Ferro Sorocabana.
Em 1897, juntamente com a inauguração da linha para Itu, a estação recebeu o nome de Mayrink, em homenagem ao sr. Francisco de Paula Mayrink, presidente da Sorocabana a partir de 1882. A vila assumiu o nome da estação e passou a se chamar Vila Mayrink, que viria a se tornar o município de "Mairinque". A vila cresceu e em 1902, as oficinas da ferrovia que eram em Sorocaba, foram  transferidas para Mairinque, o que fez sua importância aumentar muito mais para a região.
Desde a sua inauguração até janeiro de 1999, a estação de Mairinque foi atendida pelos trens de passageiros operados pela Sorocabana e Fepasa:
| Destino                   | Tipo de serviço | Ano de encerramento |
| ------------------------- | --------------- | ------------------- |
| São Paulo (Júlio Prestes) | Longo percurso  | 1999                |
| São Paulo (Júlio Prestes) | Suburbano       | 1979                |
| Presidente Epitácio       | Longo percurso  | 1999                |
| Amador Bueno              | Suburbano       | 1999                |
| Maringá                   | Longo percurso  | 1976                |
| Itararé                   | Longo percurso  | 1976                |
| Campinas                  | Longo percurso  | 1976                |
| Santos (Ana Costa)        | Longo percurso  | 1976                |

Famosa pelo seu estilo, a estação ferroviária foi idealizada pelo arquiteto francês Victor Dubugras, sendo a primeira arquitetura de concreto armado do Brasil, inaugurado em 1906 depois de dois anos de construção. Atualmente, nela funciona o museu da Estrada de Ferro Sorocabana.